# Cascades Chatterbox
Les cascades Chatterbox són unes cascades que es troben al principi o al final de Princess Louisa Inlet. Forma part del riu Loquilts que desguassa a l'entrada. Les cascades són una destinació popular per als navegants de tot el món i formen part del sistema de BC Parks marine park que gestiona l'àrea amb la col·laboració de la Princess Louisa International Society. Tenen una altura total de 37 m.
A 840 m aigües amunt de les cascades Chatterbox es troben les cascades James Bruce, que es diu que són les cascades més alta d'Amèrica del Nord.

## Galeria d'imatges

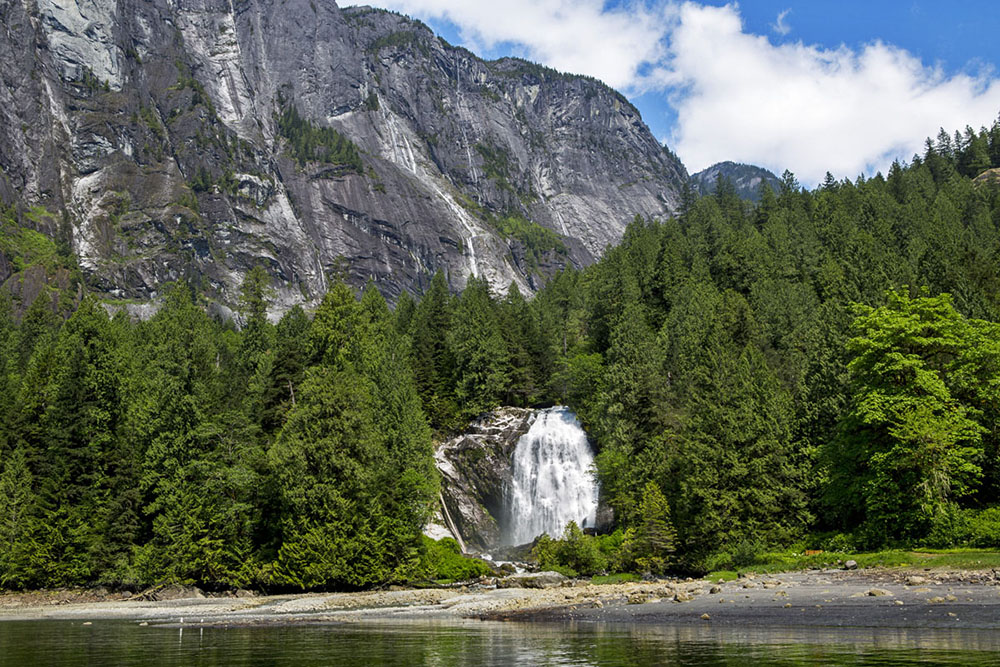
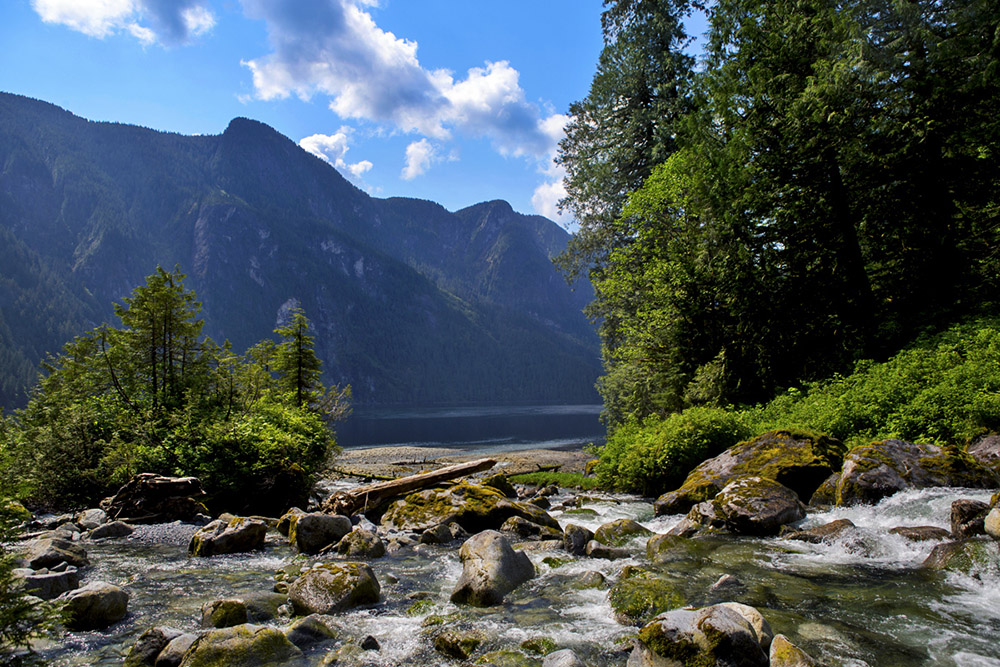
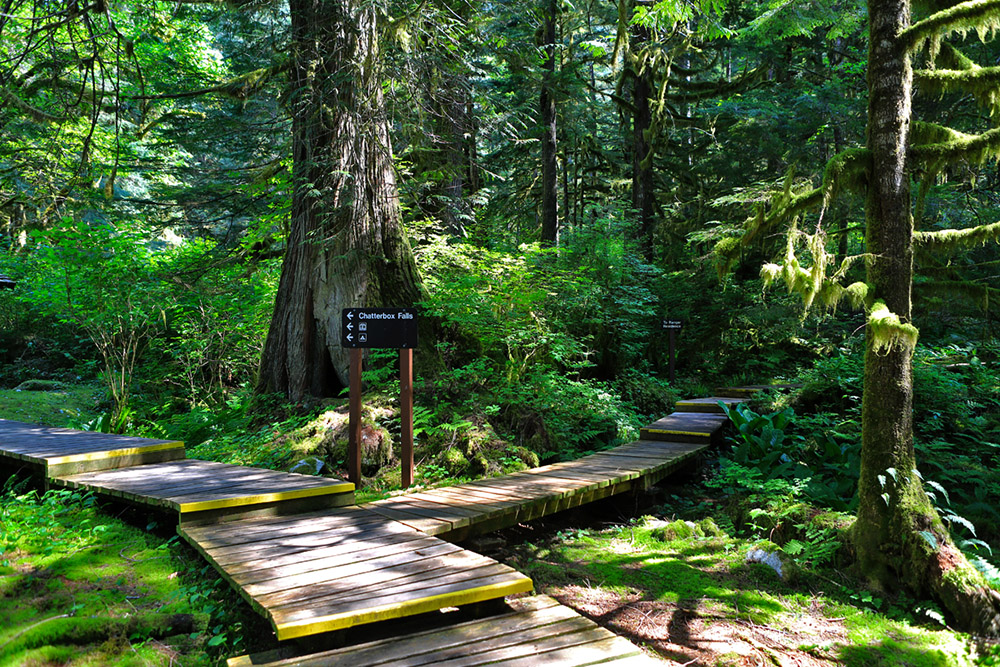